# Комсомол (озеро)
Комсомол — озеро на острове Врангеля. Административно расположено на территории Иультинского района Чукотского автономного округа. Входит в состав заповедника Остров Врангеля.
Находится на северо-западном берегу острова, отделяясь от Восточно-Сибирского моря песчаным перешейком, на котором расположена изба (местн. — «дом охотника Чайвына», 1970-е). С юга озеро окружают горы Безымянные, при этом водоём оказывается в ложбине между двумя отрогами.
С северо-востока в озеро впадает малый ручей из нескольких мелких озёр, восточнее которых в море впадает река Нанук.